# Gujarat Kensville Challenge
De Gujarat Kensville Challenge is een golftoernooi dat in 2010 is toegevoegd aan de kalender van de Europese Challenge Tour.
De eerste editie van het toernooi vond plaats opvan 13-16 januari 2011 op de Kensville Golf Club in Ahmedabad, India. De baan is ontworpen door Jeev Milkha Singh en kolonel K.D. Bagga.
Het was het eerste toernooi van het jaar en het is het eerste toernooi van de Challenge Tour dat ooit in India wordt gespeeld. De winnaar van de eerste editie, Gaganjeet Bhullar, was ook de eerste Indiase speler die een toernooi op de Challenge Tour won.
Het prijzengeld was € 200.000.

## Winnaars
- 2011:  Gaganjeet Bhullar (-5)
- 2012:  Maximilian Kieffer (-7) na play-off tegen Rahil Gangjee
- 2013:  Shiv Kapur (-14)